# ジョアン・サストレ
ジョアン・サストレ・モーロ（Joan Sastre Morro, 1991年12月10日 - ）は、スペイン・バレアレス諸島州インカ出身のバスケットボール選手。リーガACBに属するバレンシアBCに所属している。身長201センチ。ポジションはスウィングマンであり、シューティングガード(SG)とスモールフォワード(SF)の双方でプレーできる。

## 経歴

### クラブ
バレアレス諸島マヨルカ島にあるインカに生まれ、17歳だった2008年にLEBオロ（2部）のCBインカからデビューした。同年にはCBインカとCBムーロが合併してバスケット・マヨルカが設立され、2008-09シーズンはLEBオロのバスケット・マヨルカでプレーしている。2009年にはリーガACB（1部）のCBセビリアに移籍したが、2009-10シーズンはLEBプラータ（3部）に所属するセカンドチームのCBカラットでのプレーを余儀なくされた。
CBセビリアには5年間在籍し、2014年にバスケット・サラゴサ2002に移籍した。2016年にはバレンシアBCに移籍した、2016-17シーズンのリーガACBのレギュラーシーズンはレアル・マドリードとサスキ・バスコニアに次ぐ3位だったが、プレーオフではFCバルセロナ、サスキ・バスコニア、レアル・マドリードを相次いで倒して優勝した。

### 代表
ジュニア世代のスペイン代表としては、2009年のFIBA U-18欧州選手権や2010年のFIBA U-20欧州選手権に出場し、後者では銅メダルを獲得した。2011年にスペインのバスク州ビルバオで開催されたFIBA U-20欧州選手権では金メダルを獲得した。
バスケットボールスペイン代表としては2017年にバスケットボール欧州選手権に出場して銅メダルを獲得した。ロースター12人中4人がバレンシアBCの選手であり、サストレのほかにはギリェム・ビベス、ピエーレ・ウリオラ、フェルナンド・サン・エメテリオがいた。